# Igel (Lied)
Igel ist ein Lied des deutschen Partyschlagersängers Ikke Hüftgold aus dem Jahr 2023, in Zusammenarbeit mit der deutschen Pop- und Schlagersängerin Vanessa Mai. Das Stück ist die sechste Singleauskopplung aus seinem dritten Studioalbum Nummer eins.

## Entstehung und Artwork
Das Lied wurde vom Interpreten Ikke Hüftgold (Matthias Distel), zusammen mit Dominik de Leon, Sohn des Zeus sowie und ne Taube, geschrieben und produziert.
Auf dem Frontcover der Single ist – neben Liedtitel und Interpretenangabe – ein Igel zu sehen. Es handelt sich dabei um eine Comicdarstellung eines Igels mit Flügeln, der darüber hinaus eine Sonnenbrille trägt.

## Veröffentlichung und Promotion
Die Erstveröffentlichung von Igel erfolgte als Single am 15. September 2023. Diese erschien als digitaler Einzeltrack zum Download und Streaming durch Summerfield Records. Summerfield zeichnete zudem für den Vertrieb zuständig; verlegt wurde das Lied durch BMG Rights Management, Edition Summerfield Tunes und Guesstimate Publishing. Am 29. Dezember 2023 erschien das Lied als Teil von Ikke Hüftgolds dritten Studioalbum Nummer eins, dessen sechste Singleauskopplung es ist.
Beide Interpreten bestätigten die Zusammenarbeit über ihre sozialen Medien am 8. September 2023 und präsentierten dabei auch erstmals das Coverbild. Um das Lied zu bewerben, veröffentlichte Mai unter dem Hashtag „#GoIgelGo“ in den folgenden Tagen mehrere gemeinsame Videos mit Ikke Hüftgold auf TikTok, die bis Oktober 2023 über 15 Millionen Aufrufe zählten. Diese zeigen die beiden unter anderem bei einer Flachwitz-Challenge, Mai als Moderatorin bei „Igel-TV“ oder Mai, die mit einem Pferdekopf bekleidet in einem Einkaufswagen von Ikke Hüftgold an eine Wursttheke gefahren wird. Darüber hinaus veröffentlichte Mai Videos, in denen sie, teilweise in Begleitung, eine Choreografie zu dem Lied tanzt.

## Hintergrund
Das Lied Igel entstand während den Arbeiten zu Vanessa Mais neuem Studioalbum. Mai traf sich dabei mit Ikke Hüftgold, der erstmals an einer Produktion von ihr beteiligt sein sollte. Der Bild-Zeitung gegenüber erklärte Mai, dass sich die beiden bei einem Podcast „kennen und schätzen gelernt“ sowie bereits länger ausgemacht hätten, dass sie sich mal in seinem Studio treffen würden, um Lieder für sie zu schreiben. Mitte August 2023 sei es dann so weit gewesen. Mai selbst beschrieb die Produktionssession als schlecht: „Dann war alles so schlimm, dass wir ein Bier aufgemacht haben“. Danach sei ihnen die Idee zu Igel gekommen, was Ikke Hüftgold wie folgt kommentierte: „Jetzt im Herbst, die Igel wollen irgendwo hinkrabbeln, die Leute machen immer die Laubhaufen weg. Da haben wir gedacht: Okay, machen wir einen Igel-Song“. Knappe sieben Stunden nach der Idee hätten die beiden bereits im Tonstudio gestanden und das Duett aufgenommen.
Kurz nach Erscheinen der Single wurde Ikke Hüftgold und Mai aufgrund des viralen Erfolgs auf TikTok vom Naturschutzbund Deutschland der Titel „offizielle NABU Igel-Botschafter“ verliehen.

## Inhalt
| „Scheiß auf dein Pferd, ich will ’nen Igel. (Yippie-yippie-yeah, yippe-yeah) Denn so ein Igel, der kann fliegen. (Yippie-yippie-yeah, yippe-yeah)“ – Refrain, Originalauszug | Der Liedtext zu Igel ist in deutscher Sprache verfasst. Die Musik und der Text wurden gemeinsam von Ikke Hüftgold, Dominik de Leon, Sohn des Zeus sowie und ne Taube geschrieben beziehungsweise komponiert. Musikalisch bewegt sich das Lied im Bereich der elektronischen Tanzmusik, stilistisch im Bereich des Dance, mit Rap-Elementen. Das Tempo beträgt 160 Schläge pro Minute. Die Tonart ist es-Moll. Inhaltlich geht es in dem Lied darum, der Konsumgesellschaft entgegenzuwirken. Ikke Hüftgold erklärte, dass unter anderem die Liedzeile „scheiß auf dein Pferd, ich will ’nen Igel“ als Metapher zu verstehen sei. Diese soll in etwa aussagen, dass es keinen „Ferrari bräuchte“ um Spaß zu haben, dafür genüge auch ein „Fahrrad“. In den „kleinen Dingen“ würde der „Zauber“ liegen. |

Aufgebaut ist das Lied aus einem Intro, zwei Strophen, einem Refrain und einem Outro. Es beginnt zunächst mit dem von Vanessa Mai gesungenen Intro, das sich aus einem Zweizeiler des Refrains zusammensetzt. An dieses schließt sich die von Ikke Hüftgold interpretierte erste Strophe an, die als Vierzeiler geschrieben wurde und aussagt, das der Igel nicht „geschmeidig“ und „kuschelig“ sei. Auf die erste Strophe folgt zunächst der vierzeilige Prechorus von Mai, in dem es darum geht, das der Igel fliegen kann, ehe der eigentliche Refrain einsetzt. Dieser wird von beiden interpretiert, wobei Mai den Hauptteil übernimmt und Ikke Hüftgold auf jede Zeile mit einem „Yippie-yippie-yeah, yippe-yeah“ antwortet. Der Refrain selbst setzt sich aus einem sich wiederholenden Zweizeiler zusammen und klingt mit dem Postchorus von Mai aus, der lediglich aus den zwei sich wiederholenden Zeilen „Flap-flap, flap-flap, flap-flap, flatter-flatter. Flap-flap, flap-flap, go, Igel, go.“ zusammensetzt. Der gleiche Aufbau wiederholt sich mit der zweiten Strophe, in der es darum geht, das es ohne den Igel keine Show gäbe, wobei der Prechorus diesmal von beiden Interpreten gesungen wird. In der zweiten Strophe findet sich zudem eine Referenz zu Hyper Hyper wieder. Nach dem zweiten Refrain endet das Lied mit dem Outro, das lediglich aus Mais Ausruf „Stachelig“ besteht.

## Musikvideo
Das Musikvideo zu Igel feierte seine Premiere am 15. September 2023 auf der Videoplattform YouTube, es ist eine Kombination aus Animations- und Realfilm. Es zeigt Ikke Hüftgold und Vanessa Mai mit weiteren Teilnehmern bei der „1. Summerfield Hobby Horse Meisterschaft“. Mai ist nur kurz auf einem Steckenpferd zu sehen; Ikke Hüftgold dagegen fungiert als richtiger Teilnehmer an der Meisterschaft und krönt sich am Ende zum Gewinner, indem er Mai vom Siegertreppchen stößt. Während des gesamten Videos trägt Ikke Hüftgold ein T-Shirt mit der Aufschrift „Go Igel Go“ und Mai ein bauchfreies Top mit der Aufschrift „No Igel No Show“. Das Video nimmt unter anderem auch Bezug auf den Text, indem ein fliegender Igel zu sehen ist („denn so ein Igel, der kann fliegen“). Darüber hinaus besteht Mais Steckenpferd nicht aus einem Pferdekopf, sondern einem Igel („scheiß auf dein Pferd, ich will ’nen Igel“). Die Gesamtlänge des Videos beträgt 2:18 Minuten. Bis November 2023 zählte das Video über eine Million Aufrufe bei YouTube.

## Mitwirkende
| Liedproduktion - Matthias Distel (Ikke Hüftgold): Gesang, Komposition, Liedtext, Musikproduktion - Dominik de Leon: Komposition, Liedtext, Musikproduktion - Vanessa Mai: Gesang - Sohn des Zeus: Komposition, Liedtext, Musikproduktion - und ne Taube: Komposition, Liedtext, Musikproduktion | Unternehmen - BMG Rights Management: Musikverlag - Edition Summerfield Tunes: Musikverlag - Guesstimate Publishing: Musikverlag - Summerfield Records: Musiklabel, Vertrieb |

## Rezeption
Bei den Fans von Vanessa Mai kam das Lied weniger gut an und sorgte für viele Negativkommentare. Auf die Frage, ob sie Angst hätte, dafür belächelt zu werden, antwortete Mai: „Ich mach, worauf ich Bock hab. Und musikmäßig gibt’s bei mir keine Genregrenzen. Ich hab noch nie so ein Video gedreht, ich feier es total. Ich liebe es in diese Welt einzutauchen.“
Rezensionen
RTL Television betitelte Igel als „Ballermann Song“. Johanna Baumann von Tag24 nannte es dagegen einen „Hypertech-Song“.
Andreas Kaiser vom deutschsprachigen Online-Magazin schlagerfieber.de bezeichnete Igel als „mehr als nur ein weiterer Pop-Hit“. Diane Kofer von der Münchener Boulevardzeitung tz beschrieb den Liedtext als „ziemlich kurios“ – allerdings mit tieferem Sinn. Dass sich an dem Werk die Geister scheiden werden, hätte für Mai auf der Hand gelegen: „Entweder du feierst ihn oder du hasst ihn“.